# ミカヅキハシビロガモ
ミカヅキハシビロガモ （学名：Spatula rhynchotis）は、カモ目カモ科に分類される鳥類の一種。

## 分布
オーストラリア、ニュージーランド

## 形態
全長46-53cm。

## 絶滅危惧評価
- LEAST CONCERN (IUCN Red List Ver. 3.1 (2001))
[1]

## 参照・注釈
1. ↑  Anas rhynchotis  (Species Factsheet by BirdLife International)